# Tommaso Laquintana
Tommaso Laquintana (Monopoli, 7 luglio 1995) è un cestista italiano.

## Carriera
Nel 2011-12 ha giocato a Ruvo di Puglia, squadra all'epoca in Divisione Nazionale A. Nella stagione successiva ha militato nel CUS Bari Pallacanestro in Divisione Nazionale A Silver. Dal 2013 è il playmaker dell'Orlandina Basket (che nel 2013-2014 ha disputato la Divisione Nazionale A Gold).
Nel 2014 è stato convocato da Pino Sacripanti per partecipare agli Europei Under-20 con la Nazionale di categoria.
Il 1º agosto, dopo l'ufficializzazione del ripescaggio dell'Orlandina Basket in Serie A, la società paladina comunica il prestito annuale di Laquintana alla Pallacanestro Biella.
Nella stagione 2015-16, al termine del prestito e dell'esperienza biellese, ritorna a Capo d'Orlando. Il 1º luglio 2017 viene ingaggiato da Pistoia Basket giocando in massima serie.
Nel giugno 2018, firma per il Basket Brescia Leonessa, società lombarda per la quale gioca anche la stagione successiva. Dopo due anni disputati con la maglia di Brescia, il 24 giugno del 2020 si accasa alla Pallacanestro Trieste con cui firma un contratto biennale. Il 3 luglio 2021 fa ritorno dopo solamente una stagione alla Pallacanestro Brescia. Il 7 luglio 2023 viene ufficializzato l'ingaggio alla New Basket Brindisi con un contratto triennale.

## Palmarès
- Coppa Italia: 1

Brescia: 2023